# Municipio de Moore (Minnesota)
El municipio de Moore (en inglés: Moore Township) es un municipio ubicado en el condado de Stevens en el estado estadounidense de Minnesota. En el año 2010 tenía una población de 243 habitantes y una densidad poblacional de 2,66 personas por km².

## Geografía
El municipio de Moore se encuentra ubicado en las coordenadas 45°27′18″N 95°48′34″O / 45.45500, -95.80944. Según la Oficina del Censo de los Estados Unidos, el municipio tiene una superficie total de 91.3 km², de la cual 91,3 km² corresponden a tierra firme y (0 %) 0 km² es agua.

## Demografía
Según el censo de 2010, había 243 personas residiendo en el municipio de Moore. La densidad de población era de 2,66 hab./km². De los 243 habitantes, el municipio de Moore estaba compuesto por el 93,83 % blancos, el 4,94 % eran de otras razas y el 1,23 % eran de una mezcla de razas. Del total de la población el 10,29 % eran hispanos o latinos de cualquier raza.